# Ricardo Pavoni
Ricardo Elvio Pavoni Cúneo (Montevideo, 8 juli 1943) is een voormalig Uruguayaans profvoetballer, die uitkwam voor Defensor en Independiente. Zijn grootste successen behaalde Pavoni met Independiente; hij won met de club driemaal het Argentijns landskampioenschap, vijfmaal de CONMEBOL Libertadores, driemaal de Copa Interamericana en eenmaal de wereldbeker voor clubteams. Pavoni kwam ook dertienmaal uit voor het Uruguayaans voetbalelftal en maakte deel uit van de selectie op het FIFA WK 1974.
Na zijn voetballoopbaan was Pavoni bij Independiente betrokken als trainer bij reserve- en jeugdelftallen. Hij was ook verschillende keren interim-trainer van het eerste elftal.

## Erelijst
CA Independiente
- Primera División (3): Nacional 1967, Metropolitano 1970, Metropolitano 1971
- CONMEBOL Libertadores (5): 1965, 1972, 1973, 1974, 1975
- Copa Interamericana (3): 1973, 1974, 1976
- Wereldbeker voor clubteams (1): 1973